# ダンカン・イングラハム

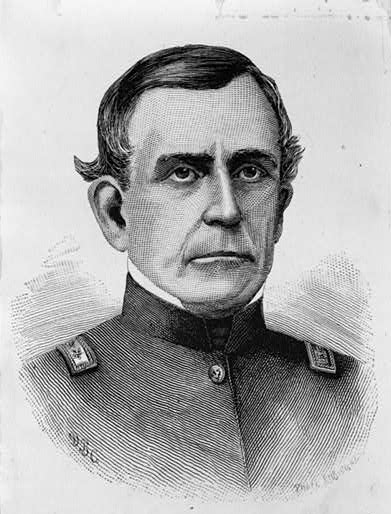
アメリカ連合国海軍時代のイングラハム。

ダンカン・ナサニエル・イングラハム（Duncan Nathaniel Ingraham、1802年12月6日 - 1891年10月16日）は、アメリカ合衆国の海軍軍人。最終階級は海軍大佐。

## 経歴
サウスカロライナ州チャールストン出身。
1812年6月18日に10歳のときに米国海軍の士官候補生となる。1853年7月ボストン級スループ艦セントルイスの指揮官として地中海にあった時、オスマン帝国のイズミルにおいてアメリカに帰化を表明したハンガリー人マルティン・コスタ（彼は過去2年間アメリカに居住していた）がオーストリア領事に拘束されるのを阻止を試み、結果として失敗に終わったものの議会名誉黄金勲章を受章した。1855年9月14日に大佐に昇進した。中央での勤務を経て1861年2月、アメリカ南部連合国軍に参加するため合衆国海軍を除隊した。南部連合においては准将の階級を与えられ、1862年から1865年までチャールストンの海軍補給地の司令官を務めた。
1891年10月16日、チャールストンで没する。その名がアレン・M・サムナー級の3番艦など複数の駆逐艦に命名されている。